# Liebenberger Kreis

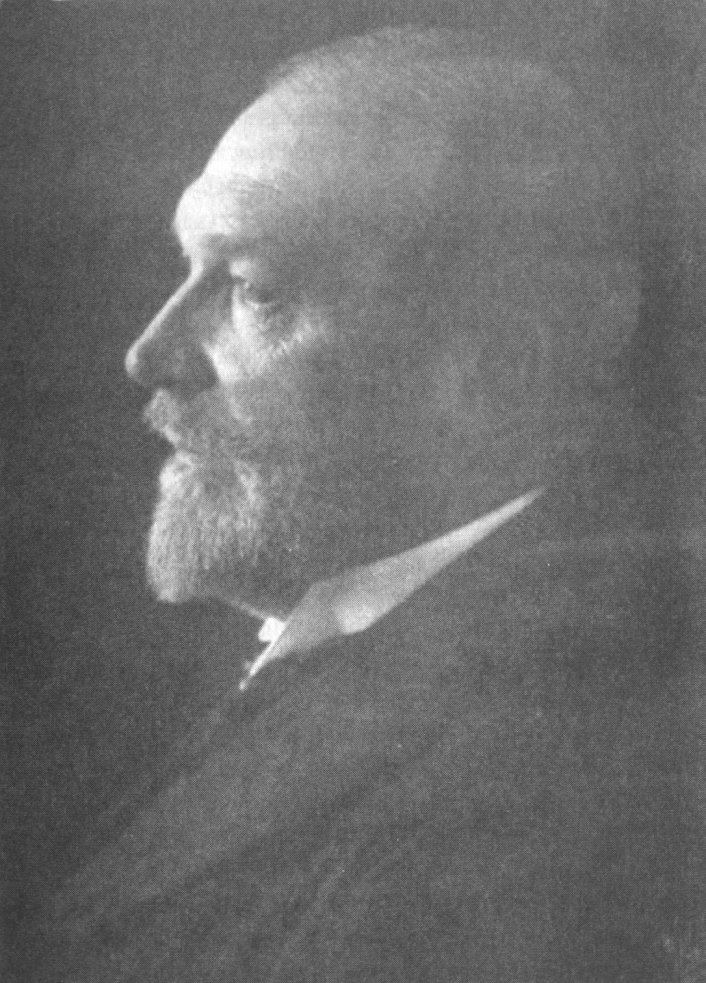
Philipp zu Eulenburg omstreeks 1905

Met de term Liebenberger Kreis, ook wel Liebenberger Tafelrunde, wordt de kring van de beste en nauwste vrienden aangeduid rond keizer Wilhelm II van Duitsland tussen 1886 en 1907. De naam verwijst naar slot Liebenberg in het noorden van de provincie Brandenburg, eigendom van Philipp zu Eulenburg, waar deze vriendenkring vaak bijeenkwam. Sommige leden werden op een gegeven moment beschuldigd van homo-erotische neigingen. 